# 市场划分
市场划分（英語：Market segmentation）是经济学和市場學的一种概念，指将個人或機構客戶按照一个或几个特点分类，使每类具有相似的产品服务需求。一个真正的市场划分满足以下所有标准：各个划分不同（不同划分有不同需求），同一个划分内部相同（具有相同需求），对市场刺激做出相似回应且对市场干预有反应。当具有相同产品服务需求的消费者被分成不同组支付不同价格时也使用这个词。大致可以把它们认为是对同一个词的“正面”使用和“负面”应用。

## “正面”市场划分
市场划分是公司把市场划分为不同的需求、欲望、行为或需要不同产品和服务的不同组的过程（Aminjonov Mirhabibjon, "Marketing Introduction" 2009）。大致上，市场可以按照一些大类别划分，如行业、公有或私有。尽管企业市场划分和消费者市场划分和不同，二者目标相同。所有这些划分方法都是真正划分的近似值，因为真正区分不一定是按照方便的统计区域来的。
消费者市场划分可以以一个产品为基础，借以使产品和个人更好地匹配。然而，存在内在的市场划分系统。例如，Claritas Prizm系统将美国人口按照邮政编码的统计分析划分。
划分的过程和确定目标（选择要针对的划分）及定位（为每个划分设计适当的市场营销组合）不同。它的意图是分辨相似的顾客和潜在顾客群，把这些群按要针对的先后顺序排序，理解他们的行为，以适当的满足特定划分的偏好的市场战略做出回应。这样就能增加收入。
好的划分可以带来好的市场营销效果。不同区间可能有不同的行业结构和或高或低的吸引力。有了正确区分，可以购买正确的产品、拥有更好的广告效果、提高顾客满意度。

## 好的市场划分
好的市场划分要求以下几点：
- 区间内相同
- 区间之间不同
- 区间可以衡量和识别
- 区间稳定
- 区间可接触可有所作为
- 目标区间足够大，可以支持盈利

### 划分的变量
- 地理变量
  - 世界或国家的地区：东、西、南、北、中间、海滨、山区等
  - 国家大小：直辖市、小城市、城镇
  - 区域密度：城市、半城市、乡间
  - 气候：热、冷、湿、多雨
- 人口统计变量
  - 年龄
  - 性别：男女
  - 家庭大小
  - 家庭生命周期
  - 教育：小学、高中、中学、学院、大学
  - 收入
  - 职业
  - 社会经济地位
  - 宗教
  - 民族或种族（种族营销）
  - 语言
- 心理位置变量
  - 性格
  - 生活方式
  - 价值观
  - 态度
- 行为变量
  - 利益追求
  - 产品使用率
  - 品牌忠诚度
  - 产品最终使用
  - 准备购买阶段
  - 决策单位
  - 利润
  - 收入情况
- 技术位置变量[1]
  - 动机
  - 使用方式
  - 对待技术的态度
- 基本的价值观
  - 生活方式角度

当使用不同变量加深对一个区间的理解时，我们称之为深度划分。当有足够多的信息清楚地描述一个区间里的一个典型成员的时候，我们称之为购买者概况。当这个概况只包括人口统计数据时，我们称之为人口统计概况（或简称为“人口统计”）。经常用来确定一个概况的统计方法叫做聚类分析。其它用来识别区间的技巧包括CHAID、回归CHAID和判别分析。另外，区间还能通过离散的选择方法如选择聚合和最大区别缩放等来直接从消费者偏好做模型。

## 自上而下和自下而上
George Day (1980)将划分模型作为自上而下的方式：从整个人口出发，分成不同区间。他还发现了一个他称为自下而上的方式的模型。利用这种方式，你从一个消费者出发，以他的概况为基础建立划分。这通常需要使用一个客户关系管理软件或者相似的数据库。建立现有顾客的概况并进行分析。使用聚类分析等技巧建立人口统计、行为和心理位置图。这个过程通常称为数据库营销或者微观营销。在特别零散的市场里使用它特别恰当。McKenna （1988）说这种方式将每个消费者都当成一个“微观多数”。Pine (1993)在他成为“一个区间营销”中使用了自下而上的方式。通过这种方式可以进行大众定制。

## 在保留顾客中使用划分
组织通常将划分用来保留顾客和确保他们：
- 将精力集中在保留最有利的顾客上
- 使用最可能保留这些顾客的战术

这种以保留为目的的划分的基本方法是公司给每个活跃的顾客贴上三个标签：
第一个标签：这个顾客很有可能取消公司的服务吗？（或不再使用）
一个最普通的高风险顾客的标量是不再使用公司的服务。例如，在信用卡行业，当顾客不再使用该卡消费时，这就是一个訊號。
第二个标签：这个顾客值得保留吗？
这个决定最终取决于可预见的顾客保留后产生的利润是否超过用来保留顾客的成本。
第三个标签：应该使用什么战术保留顾客？
对于值得保留的顾客，公司知道什么保留战术最有用很重要。通常使用的战术包括给予特殊的顾客折扣或者向顾客寄发加强特定服务价值提议的資料。

### 给顾客贴标签的过程
最基本的方法是使用历史保留数据对活跃的顾客做出以下预测：
- 是否有取消服务的风险
- 保留是否有利可图
- 什么保留战术最有效

也就是将这些活跃的顾客和历史保留数据中有相似特质的顾客相匹配。这种方法利用了“物以类聚”的理论，它的假定是活跃的顾客和以前相似的人都有相似的保留结果。
从技术角度看，这个划分过程通常通过预测分析和聚类分析的组合来完成。

## 价格歧视
当存在垄断时，产品的价格通常比竞争市场里的更高，卖出的量更少，产生垄断利润。如果可以将市场划分并对不同区间实行不同定价（称为价格歧视），对愿意并能够付高价的顾客出高价；对力求价格弹性的顾客出低价，这个利润更高。实行价格歧视的公司可能不得不建立比率围栏阻止高价格区间的顾客以较低的价格购买低价格区间的顾客才能享有的产品。这种行为在垄断者来看是理智的，但是竞争权威们认为无论垄断被禁止与否这都是对垄断地位的滥用。交通领域就有这样的例子（在特定时间到达一个地点的飞机或火车旅行就是一个事实上的垄断）。服务基本一样，商务舱的顾客付出的价格比经济舱高。根据销售市场不同，微软和影音行业也将相似产品的价格定得非常不同。

## 相關
- 資料挖掘